# Ирак на Светском првенству у атлетици у дворани 2012.
Ирак је учествовао на Светском првенству у атлетици у дворани 2012. одржаном у Истанбулу од 9. до 11. марта. Ово је његово прво у чешће на светским првенствима, прво после паузе од 11 година. Репрезентацију Ирака представљало је двоје такмичара (1 мушкарац и 1 жена), који су се такмичили у трци на 60 метара.
Ирак није освојио ни једну медаљу али је остварен један национални рекорд и један лични рекорд сезоне.

## Учесници
| Мушкарци: - Hasanain Hasan Zubaiyen — 60 м | Жене: - Дана Абдул Разак — 60 м |  |

## Резултати

### Мушкарци
| Атлетичар               | Дисциплина | Лични рекорд | Квалификација | Квалификација | Полуфинале           | Полуфинале           | Финале               | Финале       | Детаљи |
| Атлетичар               | Дисциплина | Лични рекорд | Резултат      | Место         | Резултат             | Место                | Резултат             | Место        | Детаљи |
| ----------------------- | ---------- | ------------ | ------------- | ------------- | -------------------- | -------------------- | -------------------- | ------------ | ------ |
| Hasanain Hasan Zubaiyen | 60 м       |              | 6,98 НР       | 5. у гр. 4    | Није се квалификовао | Није се квалификовао | Није се квалификовао | 27 / 57 (61) |        |

### Жене
| Атлетичарка      | Дисциплина | Лични рекорд | Квалификација | Квалификација | Полуфинале            | Полуфинале            | Финале                | Финале       | Детаљи |
| Атлетичарка      | Дисциплина | Лични рекорд | Резултат      | Место         | Резултат              | Место                 | Резултат              | Место        | Детаљи |
| ---------------- | ---------- | ------------ | ------------- | ------------- | --------------------- | --------------------- | --------------------- | ------------ | ------ |
| Дана Абдул Разак | 60 м       | 7,73         | 7,78 ЛРС      | 6. у гр. 5    | Није се квалификовала | Није се квалификовала | Није се квалификовала | 40 / 62 (63) |        |